# No Exit (álbum de Blondie)
No Exit —en español: Sin Salida— es el séptimo álbum de estudio de la banda Blondie. Lanzado en febrero de 1999, fue el primer álbum de la banda en 17 años y contó con su sencillo y alcanzó el puesto número uno en Reino Unido con «Maria».
No Exit incursionó en muchos géneros, incluyendo rock alternativo, el reggae y el hip-hop. Mike Chapman, que había producido todos menos los dos primeros álbumes de Blondie, produjo algunos de los primeros demos para el álbum pero la producción final del álbum cayó en Craig Leon.

## Lanzamiento
El álbum alcanzó el número 3 en las listas del Reino Unido, donde fue certificado Oro por ventas de más de 100.000 copias. Fue precedido por el sencillo «Maria», que se convirtió en sexto Nº 1 de Blondie en el Reino Unido, exactamente veinte años después del primer número uno de la banda, «Heart of Glass». Así, Blondie se convirtió en la primera banda estadounidense en estar en listas de éxitos del Reino Unido en tres décadas consecutivas: 1970, 1980 y 1990. Su segundo sencillo, «Nothing Is Real but the Girl», alcanzó el puesto Nº 26 en el Reino Unido. La pista del título, "No Exit", una fusión de clásico, hip-hop y el rock en la que participan por Mobb Deep, Coolio, U-God y Inspectah Deck, fue lanzada como tercer single, pero no tuvo impacto.
El álbum fue lanzado en varias ediciones en diferentes países con diferentes pistas de la prima, principalmente versiones en vivo de canciones grabadas durante de la gira No Exit tour. El álbum también fue reeditado en 2001 junto con todos los otros discos de estudio de Blondie, esta vez incluyendo tres canciones extras.

## Recepción
Chris Stein comentó sobre el título del álbum en una entrevista de 2004: "... El título proviene de una obra de Sartre, que dice que la locura no está en los individuos, si no en los grupos. Creo que eso es probablemente de lo que tratan todos estos programas de realidad televisiva. Quizás eramos un programa de realidad televisiva antes de que apareciesen los programas de realidad televisiva ".

## Lista de canciones
| N.º | Título                                                    | Letras                       | Music                                      | Duración |  |
| 1.  | «Screaming Skin»                                          | Debbie Harry, Romy Ashby     | Chris Stein, Leigh Foxx                    | 5:35     |  |
| 2.  | «Forgive and Forget»                                      | Stein                        | Stein                                      | 4:31     |  |
| 3.  | «Maria»                                                   | Jimmy Destri                 | Destri                                     | 4:51     |  |
| 4.  | «No Exit» (con Coolio, Mobb Deep, Inspectah Deck & U-God) | Destri, Harry, Ashby, Coolio | Destri, Stein                              | 4:51     |  |
| 5.  | «Double Take»                                             | Harry                        | Stein                                      | 4:12     |  |
| 6.  | «Nothing Is Real but the Girl»                            | Destri                       | Destri                                     | 3:13     |  |
| 7.  | «Boom Boom in the Zoom Zoom Room»                         | Harry, Ashby                 | Clem Burke, Kathy Valentine, Denny Freeman | 4:08     |  |
| 8.  | «Night Wind Sent»                                         | Harry, Ashby                 | Foxx, Stein                                | 4:40     |  |
| 9.  | «Under the Gun» (con Jeffrey Lee Pierce)                  | Stein                        | Stein                                      | 4:09     |  |
| 10. | «Out in the Streets» (The Shangri-Las cover)              | Ellie Greenwich, Jeff Barry  | Greenwich, Barry                           | 3:03     |  |
| 11. | «Happy Dog» (for Caggy)                                   | Harry, Ashby                 | Stein                                      | 3:24     |  |
| 12. | «The Dream's Lost on Me»                                  | Ashby                        | Stein, Harry                               | 3:19     |  |
| 13. | «Divine»                                                  | Burke, Valentine             | Burke, Valentine                           | 4:14     |  |
| 14. | «Dig up the Conjo»                                        | Destri                       | Stein, Harry, Destri                       | 4:55     |  |

## Posicionamiento en listas
| Lista (1999)             | Posiciones |
| ------------------------ | ---------- |
| Australia                | 72         |
| Austria                  | 20         |
| Bélgica                  | 45         |
| Canadá                   | 34         |
| Holanda                  | 80         |
| Alemania                 | 18         |
| Francia                  | 25         |
| Irlanda                  | 10         |
| Portugal                 | 6          |
| Suecia                   | 36         |
| Suiza                    | 21         |
| Reino Unido              | 3          |
| Billboard 200 de EE. UU. | 18         |

## Personal
Grupo
- Deborah Harry - voz principal y coros.
- Chris Stein - guitarra rítmica.
- Jimmy Destri - sintetizadores y órgano.
- Clem Burke - batería y pandereta.

Personal adicional
- Leigh Foxx – bajo
- Paul Carbonara – guitarra principal
- James Chance – saxofón
- Candy Dulfer – saxofón (5)
- Helen Hooke – violín
- Frank Pagano – percusión
- Dave Ironside – saxofón
- Robert Aaron – saxofones y flauta
- Rick Davies – trombón
- Ken Fradley - trompeta
- Rik Simpson – programación de batería
- Coolio – coros (4)
- Donna Destri - coros
- Cassell Webb – coros
- Jeffrey Lee Pierce - coros
- Nancy West - coros
- Theo Kogan – coros
- Romy Ashby - coros